# Seizan

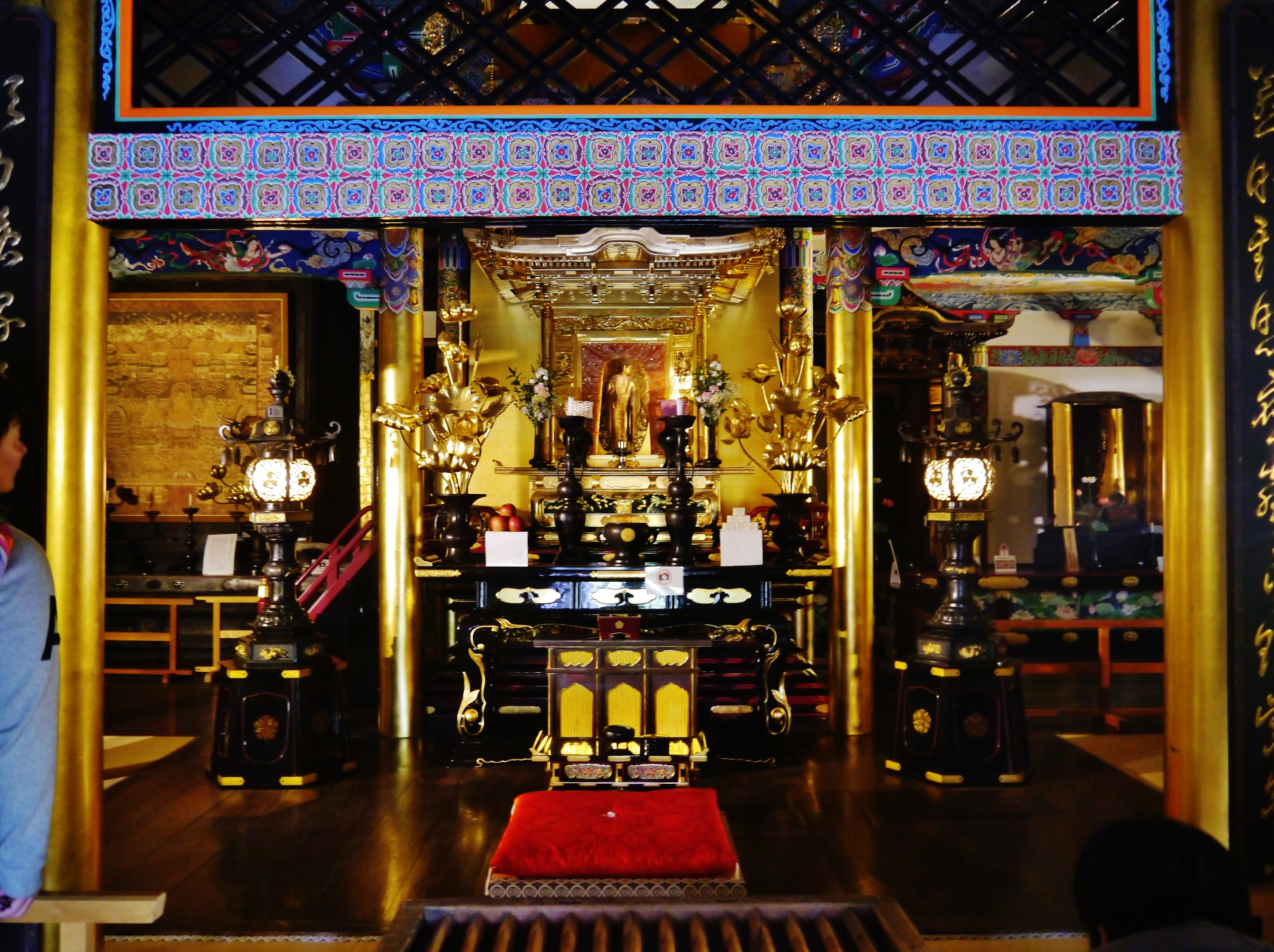
Intérieur du Amida Hall dans le temple Eikan-do Zenrin à Kyoto.

Seizan (西山) est le nom de la branche du bouddhisme Jōdo-shū fondée par Shōkū, un disciple de Hōnen. Shōkū est aussi souvent appelé Seizan, Cependant le nom dérive des montagnes de l'ouest de Kyoto où Shōkū réside souvent. Le temple principal de cette branche du bouddhisme est le Eikan-dō Zenrin-ji à Kyoto.  Le temple sert autrefois de temple bouddhiste shingon mais quand Jōhen dirige le temple, il s'intéresse au bouddhisme Jōdo (à l'origine afin de le critiquer) et nomme Hōnen 11e grand prêtre. Plus tard, un disciple de Hōnen devient le prêtre en chef du Eikan-dō et établit la branche Seizan puis convertit entièrement le temple en un temple Jōdo.

## Doctrine
En tant que branche du Jōdo, la pratique centrale est la dévotion à Amida Bouddha et la récitation du nembutsu. Shōkū invente le terme shiraki pas nembutsu qui se réfère à une pratique où l'on se consacre à l'étude intense de la littérature bouddhiste puis à la récitation du nembutsu avec une foi profonde et sincère. L'idée derrière shiraki pas nembutsu est de démontrer qu'à l'âge de mappō, les gens ne peuvent pas atteindre l'illumination par eux-mêmes et qu'ils doivent donc compter sur la compassion de Amida Bouddha.
Le bouddhisme Seizan semble aussi incorporer des techniques des sectes shingon et tendai, dont l'utilisation de mandala (comme le célèbre Taima Mandala) et autres pratiques ascétiques. Shōkū, son fondateur, passe pour réciter le nembutsu 60 000 fois par jour et d'endurer d'autres pratiques ascétiques. Contrairement à certains des disciples de Hōnen, tel que Kōsai, qui a tenté d'éviter d'autres pratiques bouddhistes en faveur du nembutsu, la branche Seizan essaye d'organiser toutes les pratiques bouddhistes dans une hiérarchie, le nembutsu en étant la pratique première. Il s'agit d'une approche similaire à celle trouvée dans les sectes shingon, tendai et kegon.
Dans la pensée Seizan, d'autres pratiques que le nembutsu possèdent un certain mérite, mais qui n'égale pas la récitation du nembutsu.

## Source de la traduction
- (en) Cet article est partiellement ou en totalité issu de l’article de Wikipédia en anglais intitulé « Seizan » (voir la liste des auteurs).